# Stabilimento termale Acque della Salute
Lo stabilimento termale Acque della Salute, noto anche come Terme del Corallo, si trova a Livorno, tra via Orosi e piazza Dante, nei pressi della Stazione ferroviaria.
È ciò che resta di un grande complesso termale, ridotto in pessime condizioni di conservazione dopo un decenni di incuria e vari passaggi di proprietà. Dal 2009 è proprietà del Comune di Livorno, che nel tempo ha avviato i primi lavori per il parziale ripristino della struttura.
In adiacenza alle Acque della Salute sorge l'ex Hotel Corallo, originariamente sorto come struttura ricettiva a servizio della clientela che frequentava lo stabilimento termale.

## Storia

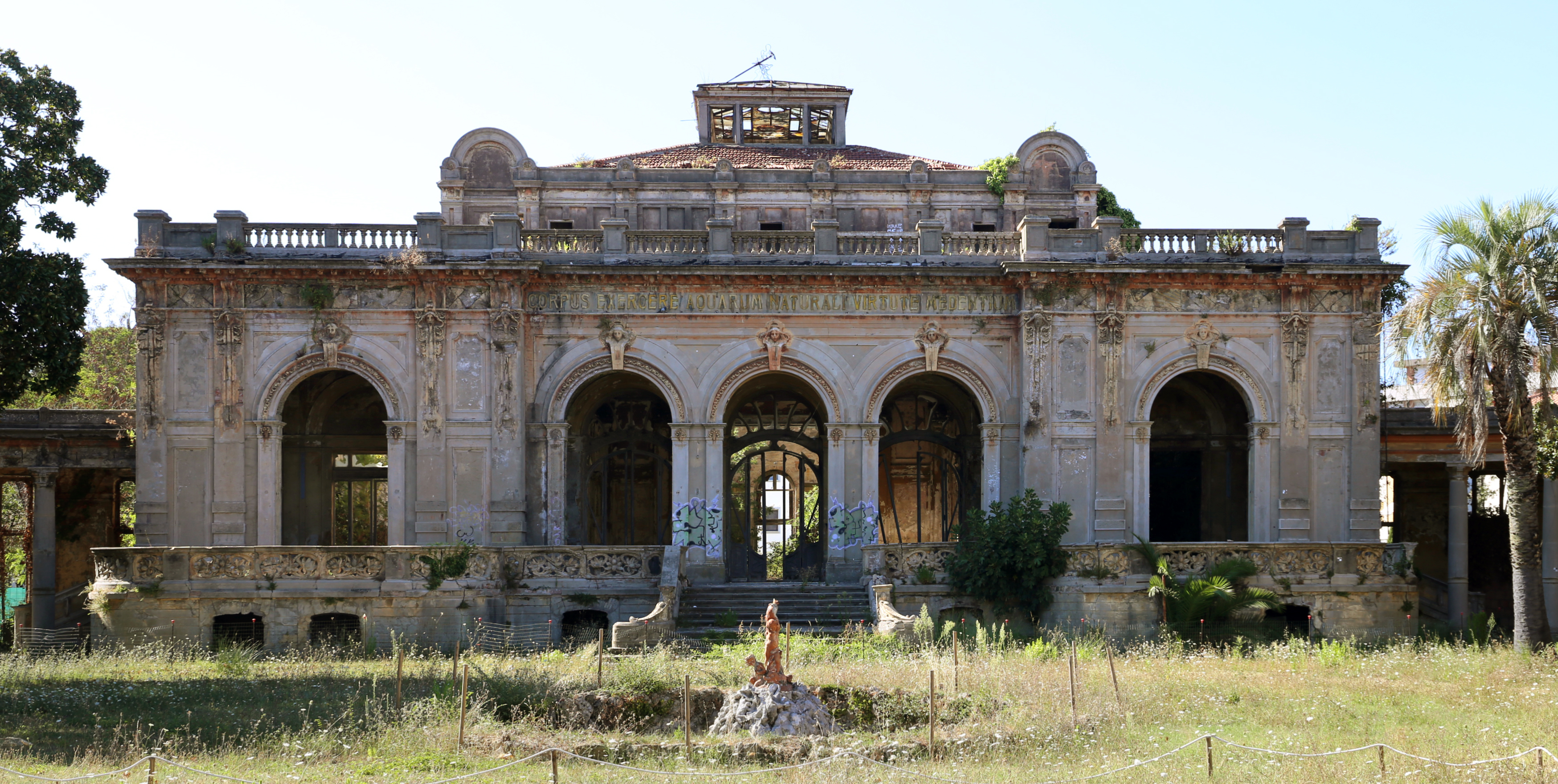
Padiglione centrale delle Acque della Salute

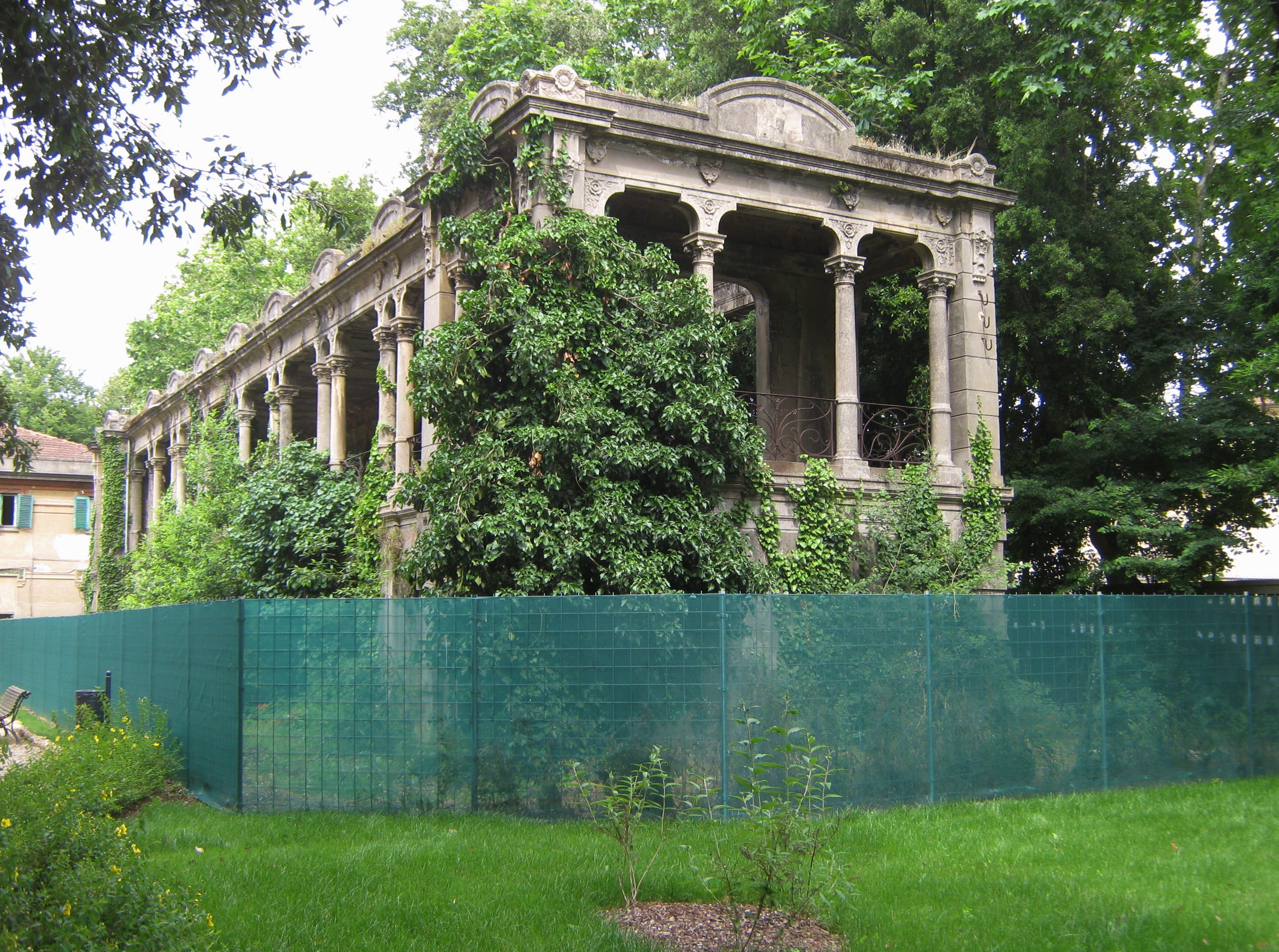
Loggia del parco

### Montecatini a mare
Lo stabilimento Acque della Salute fu costruito a partire dal 1903 su progetto dell'ingegnere Angiolo Badaloni, autore anche del grande Mercato delle vettovaglie di Livorno. L'area prescelta era quella posta al termine del rettilineo del viale degli Acquedotti (successivamente noto come viale Carducci), in una fascia ancora non urbanizzata a est della città.
Qui, presso l'antico podere del Pigna, nel 1854, era stata scoperta una polla d'acqua salata che, successivamente analizzata dai professori Giuseppe Orosi e Raffaele Garinei, fu ritenuta idonea alla cura delle malattie dell'apparato digerente.
Nel 1856 alcuni cittadini si adoperarono affinché la sorgente fosse chiusa all'interno di un tempietto ottagonale per favorirne lo sfruttamento commerciale. Un'iscrizione ricordava l'evento: "Scorrente per tramite occulto quest'acqua sorgiva bagnò per secoli inutilmente sotterra limo vile infecondo curiosità industre commise oggi alla scienza rilevarne i principii e l'uso benefico onde meritamente si noma acqua della salute ed ecco sopra la terra deserta non invano augurato all'utile pubblico un sorriso dell'arte".
Il successo fu tanto che nei primi anni del Novecento la polla fu rilevata dalla società Acque della Salute, che decise di costruirvi intorno uno stabilimento vero e proprio.
Le terme furono completate rapidamente e inaugurate nel luglio del 1904; nello stesso anno fu aperta una linea tranviaria che dallo stabilimento conduceva fino al centro cittadino.
In breve le Acque della Salute divennero uno dei principali centri di attrazione di Livorno, che all'epoca era ancora una delle capitali italiane del turismo balneare.
Per quelle che raggiunsero persino l'appellativo di "Montecatini a mare", fu innalzato anche un lussuoso albergo, l'Hotel Corallo, dotato già all'epoca di ascensori elettrici.
L'attività delle Acque della Salute proseguì fino alla seconda guerra mondiale; nel dopoguerra i padiglioni dello stabilimento furono trasformati in un locale da ballo, mentre fu potenziata l'attività di imbottigliamento.

### Il declino

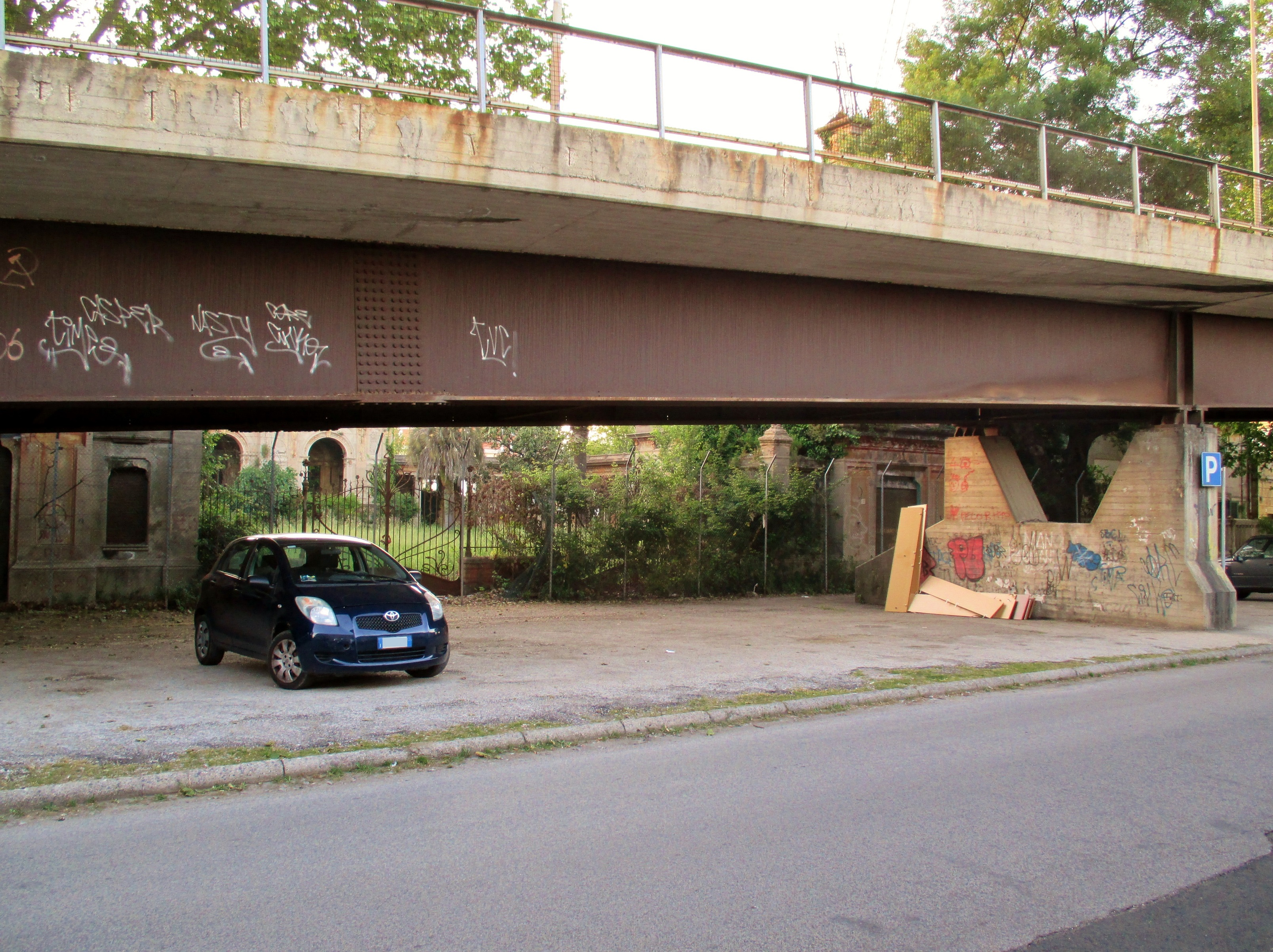
Il cavalcavia sulla linea ferroviaria, che preclude lo sguardo allo stabilimento

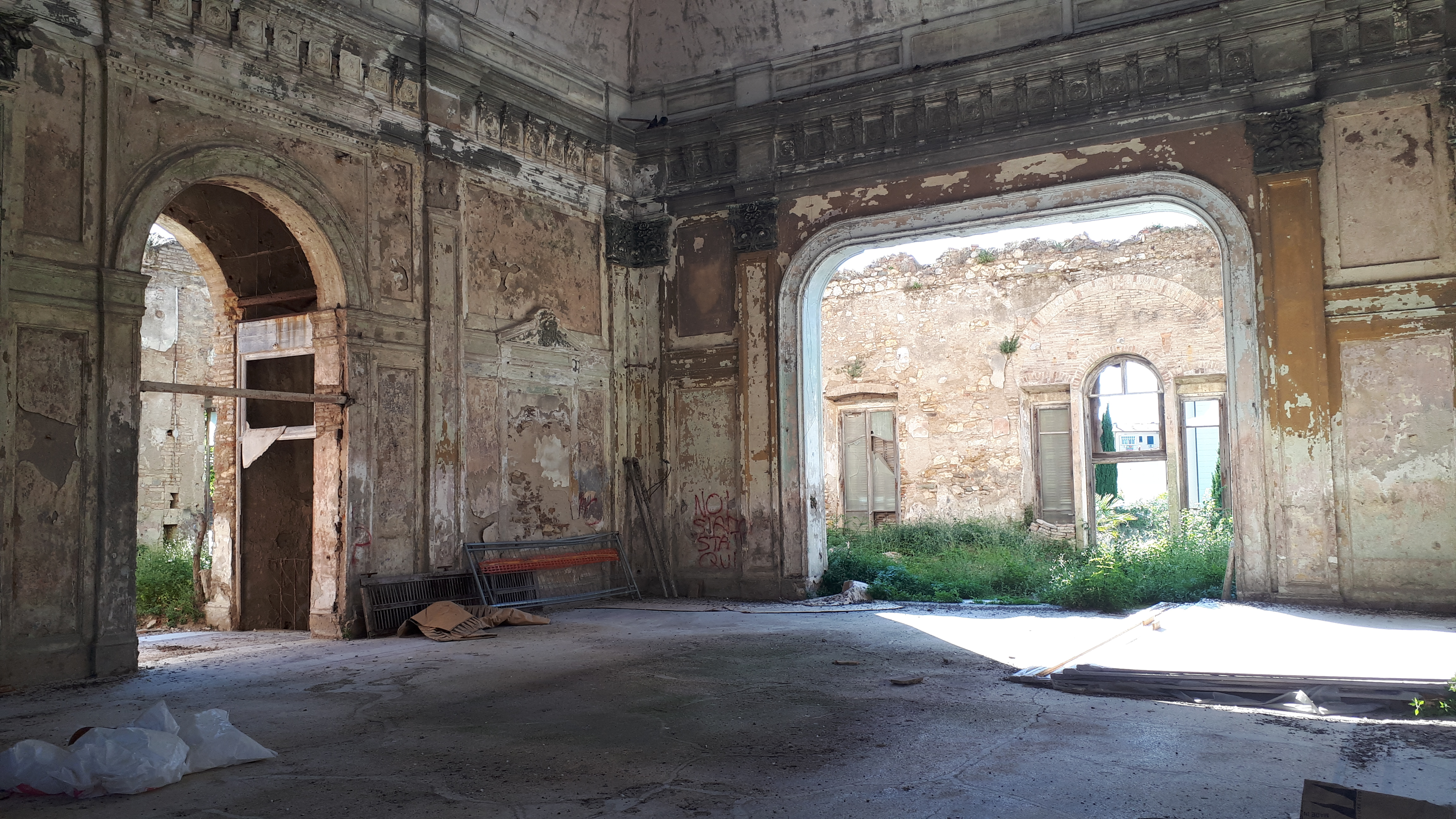
Interno del padiglione centrale

Nel 1968 un incendio danneggiò porzione della copertura del padiglione centrale; l'intero complesso, a causa del disinteresse della proprietà, andò così incontro ad un progressivo decadimento. L'apertura, nel 1982, di un cavalcavia sulla vicina linea ferroviaria, proprio davanti alla grande esedra dello stabilimento, arrecò un notevole danno all'immagine della struttura.
Nella seconda metà degli anni novanta furono comunque avanzate alcune ipotesi di recupero, basate su un accordo tra Azienda Servizi Ambientali (ASA) e Coca-Cola, proprietaria dell'area dopo aver rilevato la STIB (Società Tirrenica Imbottigliamento Bevande), a cui appartenevano le terme sin dagli anni sessanta.
L'operazione si concretizzò nel versamento di una caparra di 385 milioni di Lire e la costituzione di una società, controllata da ASA, avente lo scopo di avviare il progetto di recupero (la Nuova Corallo Srl); tale progetto prevedeva comunque la costruzione di alcuni nuovi edifici nell'area prossima allo stabilimento.
Tuttavia, il piano non fu attuato, complice anche il riassetto societario e la privatizzazione di ASA SpA.
Nel 2005 le Acque della Salute furono acquistate dalla società Fondiaria Apparizione. In un breve arco di tempo fu presentato un piano di trasformazione parziale dell'area, con la costruzione di circa 120 appartamenti in luogo dei fabbricati destinati all'imbottigliamento, posti sul retro del complesso. L'accordo pubblico-privato prevedeva la cessione del parco e degli edifici monumentali al Comune di Livorno, oltre ad un contributo a beneficio dell'ente pubblico di circa 300.000 Euro per la messa in sicurezza e ripristino del parco.
Tuttavia, nella primavera del 2007 la magistratura avviò un'indagine sull'area dell'ex Corallo, contestando alla proprietà i reati di danneggiamento di immobili appartenenti al patrimonio artistico nazionale.
Nell'agosto le terme furono poste sotto sequestro, ma l'azione giudiziaria si concluse alcuni anni dopo con l'assoluzione in primo grado e in appello dei rappresentanti della società Fondiaria Apparizione.
Nel corso del 2010, malgrado l'opposizione di alcuni esponenti del mondo culturale cittadino, furono avviati i lavori per la costruzione di alcuni edifici residenziali sul retro dell'ex complesso termale, mentre nella prima metà del 2011 cominciarono le prime operazioni per la pulizia del parco e la messa in sicurezza della zona verde.
Gli edifici dello stabilimento continuarono a giacere in condizioni di fatiscenza e furono oggetto di numerosi atti vandalici.
Nel 2014 un incendio devastò porzione della copertura del padiglione degli studi medici.
Ancora nel 2014, le terme del Corallo ottennero oltre 30.000 segnalazioni nell'ambito del settimo censimento "I luoghi del cuore", promosso dal Fondo Ambiente Italiano, classificandosi al settimo posto in Italia; tuttavia, la possibilità di accedere ad eventuali finanziamenti per arginare il degrado della struttura venne preclusa a causa dalla mancata presentazione, entro il giugno 2015, di un progetto di ripristino da parte dell'amministrazione competente.

### Il percorso di recupero

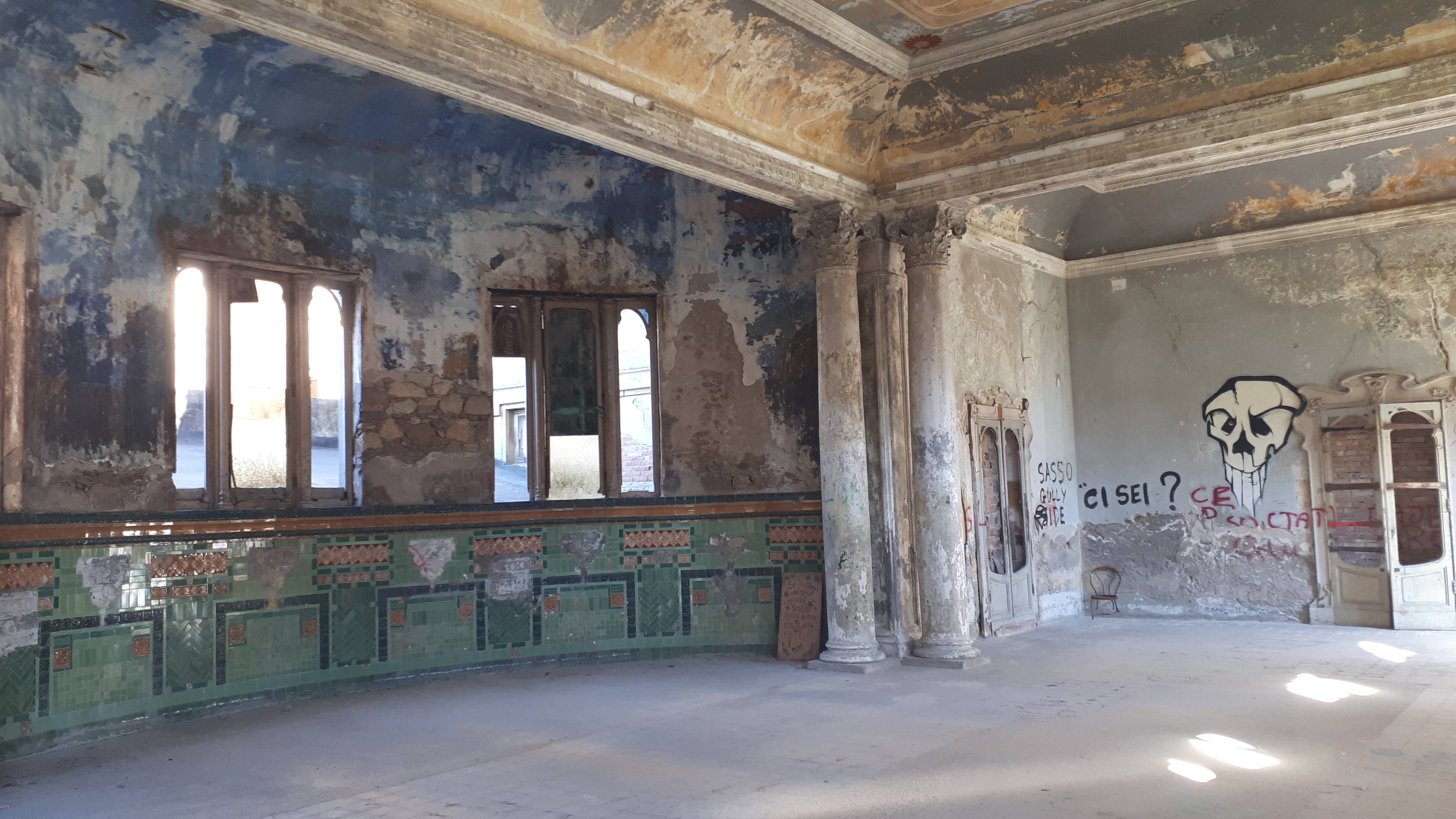
Interno della Sala della Mescita prima del restauro

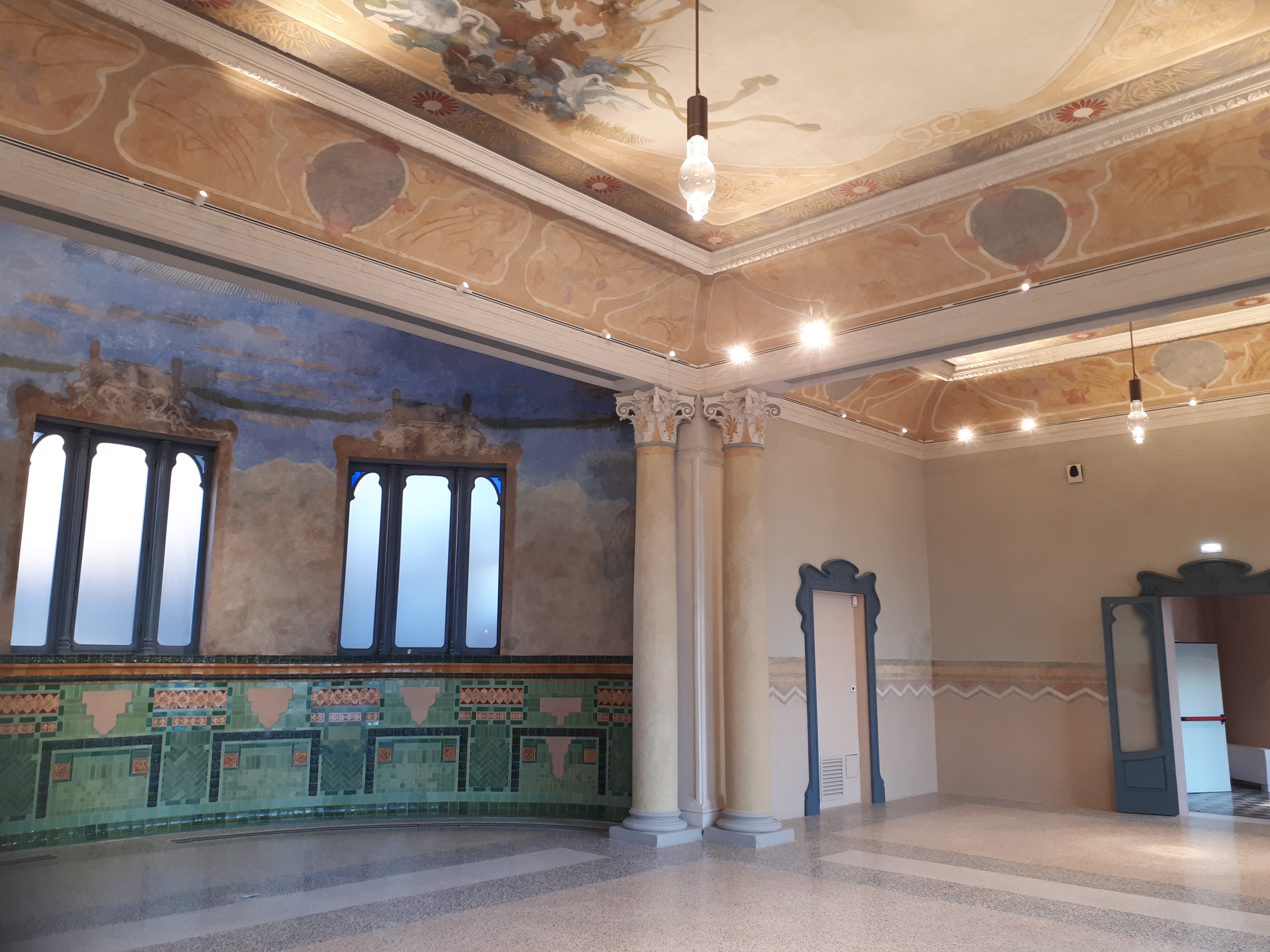
Sala della Mescita dopo il restauro

In forza dell'accordo con la società Fondiaria Apparizione, nell'ottobre 2009 le terme furono acquisite nel patrimonio comunale.
Questo permise di avviare i primi lavori di ripristino del parco, situato tra i ruderi dello stabilimento, l'Hotel Corallo e la nuova urbanizzazione. L'area verde, riportata all'aspetto d'inizio Novecento, fu aperta al pubblico nel corso di una cerimonia tenutasi il 2 giugno 2013.
Il primo intervento di messa in sicurezza dei fabbricati ebbe inizio nell'aprile 2014, con il rifacimento della copertura del padiglione della distribuzione delle acque (la cosiddetta "Sala della Mescita").
Grazie al contributo di alcune associazioni cittadine e di numerosi volontari, nella primavera del 2016 si registra un intervento di pulizia della zona verde a ridosso delle strutture monumentali, non inclusa nel parco pubblico inaugurato pochi anni prima.
Nel settembre 2019, a distanza di oltre 5 anni dall'incendio che l'aveva gravemente danneggiata, cominciarono i lavori di rifacimento della copertura del padiglione degli ambulatori medici.
Nel dicembre 2020 il complesso venne visitato dal direttore delle Gallerie degli Uffizi, Eike Schmidt, per valutare la proposta di fare dell'ex stabilimento uno dei presidi del progetto "Uffizi Diffusi".
Il 21 luglio 2022, nel corso di una cerimonia, le autorità hanno ufficialmente dato il via ai lavori di restauro della sala della Mescita, del colonnato adiacente e delle biglietterie.
Il 7 dicembre 2024 è avvenuta l'inaugurazione della sala della Mescita alla presenza del Presidente della Regione Toscana, del Sindaco di Livorno e di altre autorità locali.

## Descrizione

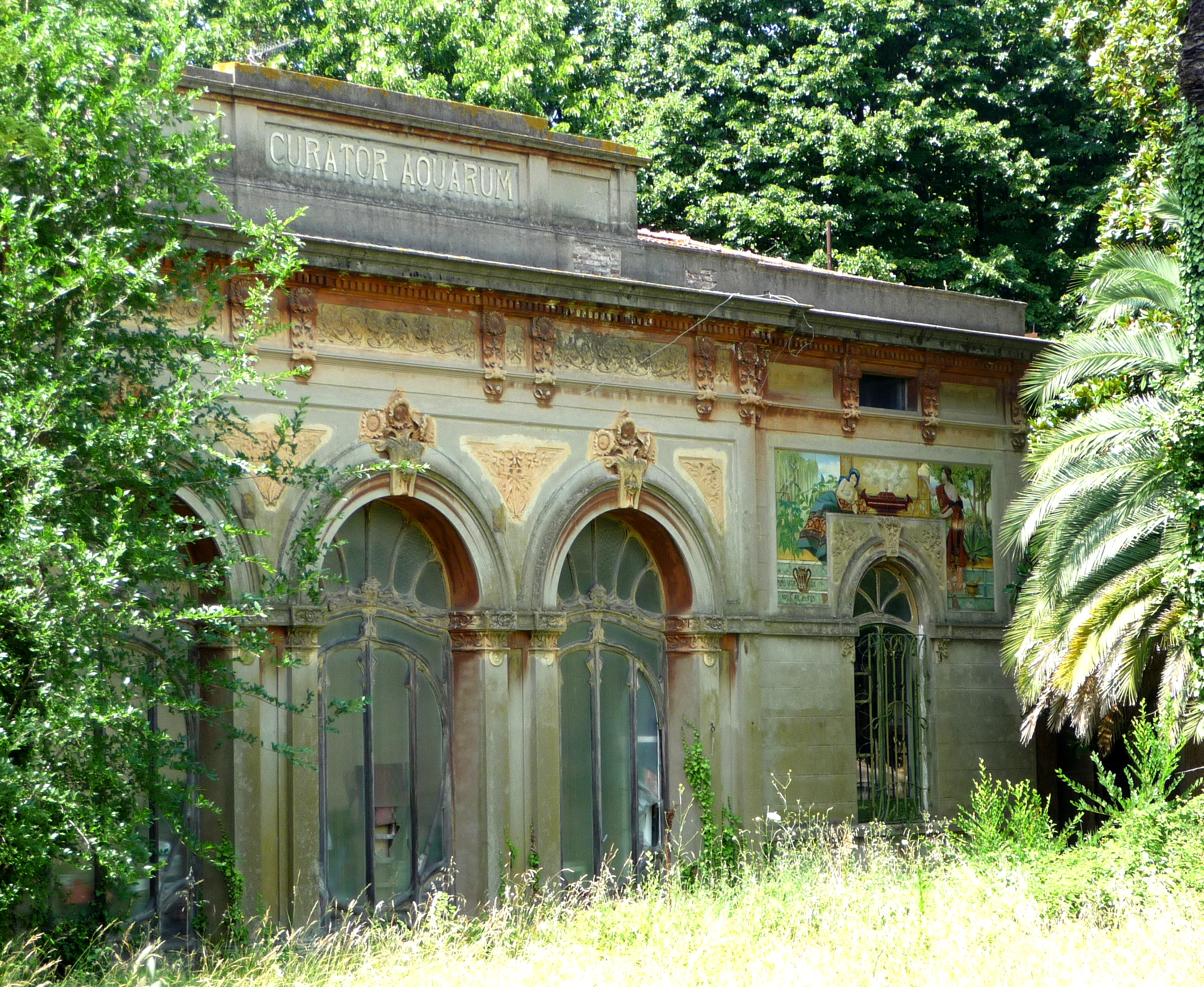
Padiglione che ospitava i laboratori medici

Il progetto di Badaloni si articola in tre edifici funzionalmente distinti, collegati tra loro da eleganti colonnati e disposti attorno ad un giardino aperto verso la strada: i padiglioni sono impreziositi da una elegante decorazione liberty e, dal punto di vista della tecnica costruttiva, dall'impiego di molti elementi in calcestruzzo armato secondo la tecnica Hennebique.
L'edificio a sinistra del corpo centrale accoglieva i laboratori medici e gli uffici della direzione; il padiglione destro, simile al precedente e caratterizzato da un'abside, era invece destinato alla distribuzione delle acque, alle quali venne dato il nome di Sovrana, Corallo, Còrsia, Preziosa e Vittoria, così da distinguerne le proprietà terapeutiche. Entrambi i padiglioni presentano maioliche, realizzate dall'artista Ernesto Bellandi, inserite a lato delle arcate che definiscono gli ingressi ai due edifici.
Il corpo centrale, ornato da un grande portico ad arcate a tutto sesto, ospitava, al piano seminterrato, i bagni per il trattamento termale, mentre, al piano superiore si trovava un grande salone delle feste, affiancato da alcune sale minori riservate ad attività ricreative e ad un ristorante.
Nel parco sorge un edificio sormontato da un loggiato ed un tempo destinato ad ospitare alcuni negozi; fu progettato dall'ingegner Adriano Unis, collaboratore di Badaloni.

## Architettura
Le Acque della Salute rappresentano una delle più significative architetture di Livorno, come dimostrano i numerosi studi realizzati in proposito.
L'opera risente notevolmente delle influenze liberty d'inizio Novecento, soprattutto in alcuni dettagli, primi tra tutti gli infissi lignei, intagliati secondo motivi squisitamente floreali. Tuttavia, l'apparato decorativo ed ornamentale è applicato ad un impianto ancora legato alla tradizione: ciò è evidente nella facciata del corpo principale, schermata da arcate a tutto sesto e sulla quale sono solo applicati fregi e altri elementi derivati da un ricco repertorio naturalistico.
Ancora classicheggiante è l'Hotel Corallo, il monolitico edificio inaugurato nel 1907 a lato dello stabilimento: anche in questo caso gli aspetti più vicini all'Art Nouveau sono da ricercare nelle finiture che adornano le numerose aperture dei prospetti.

## Altre immagini

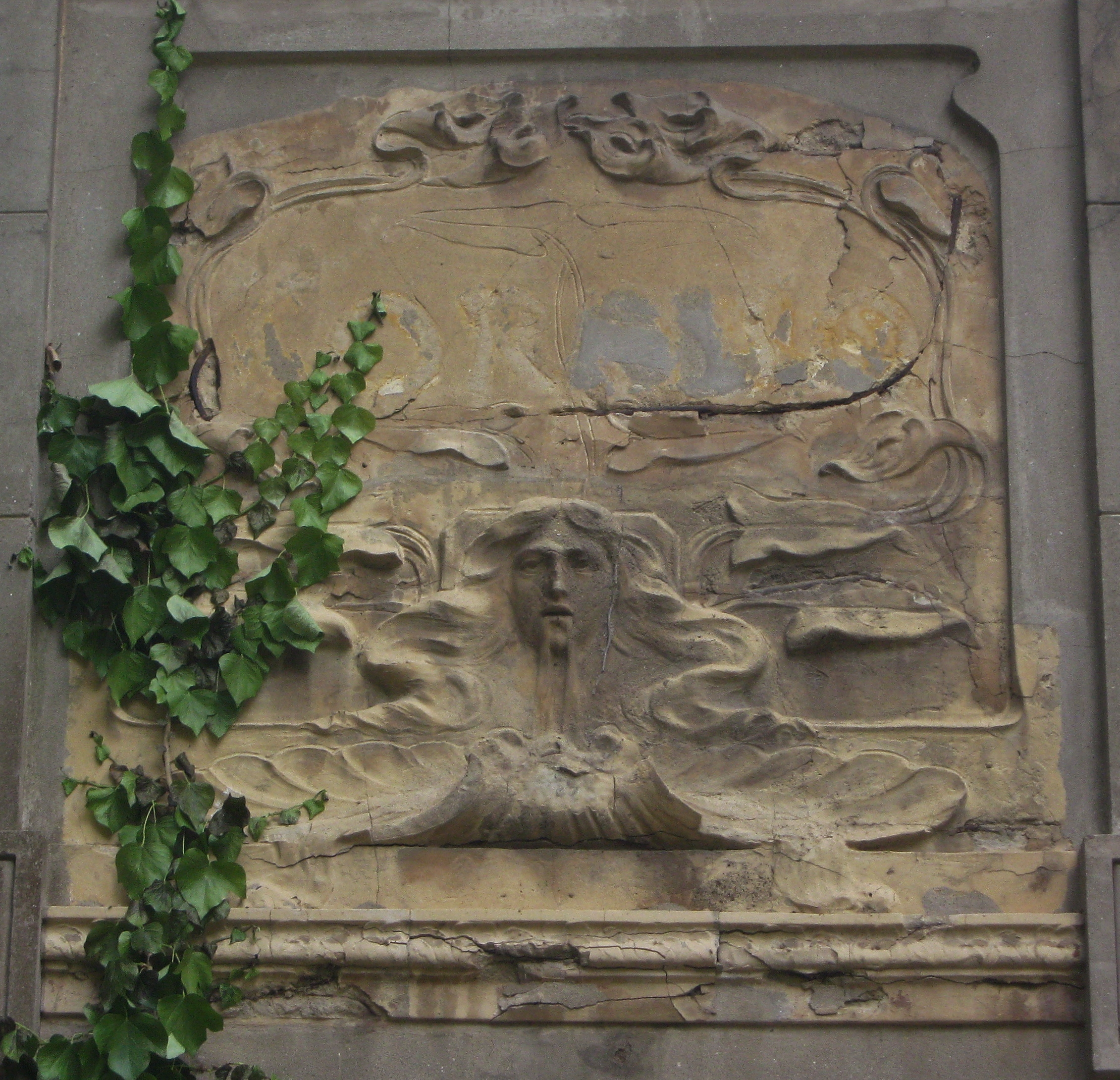
Decoro sul pozzo del "Corallo"
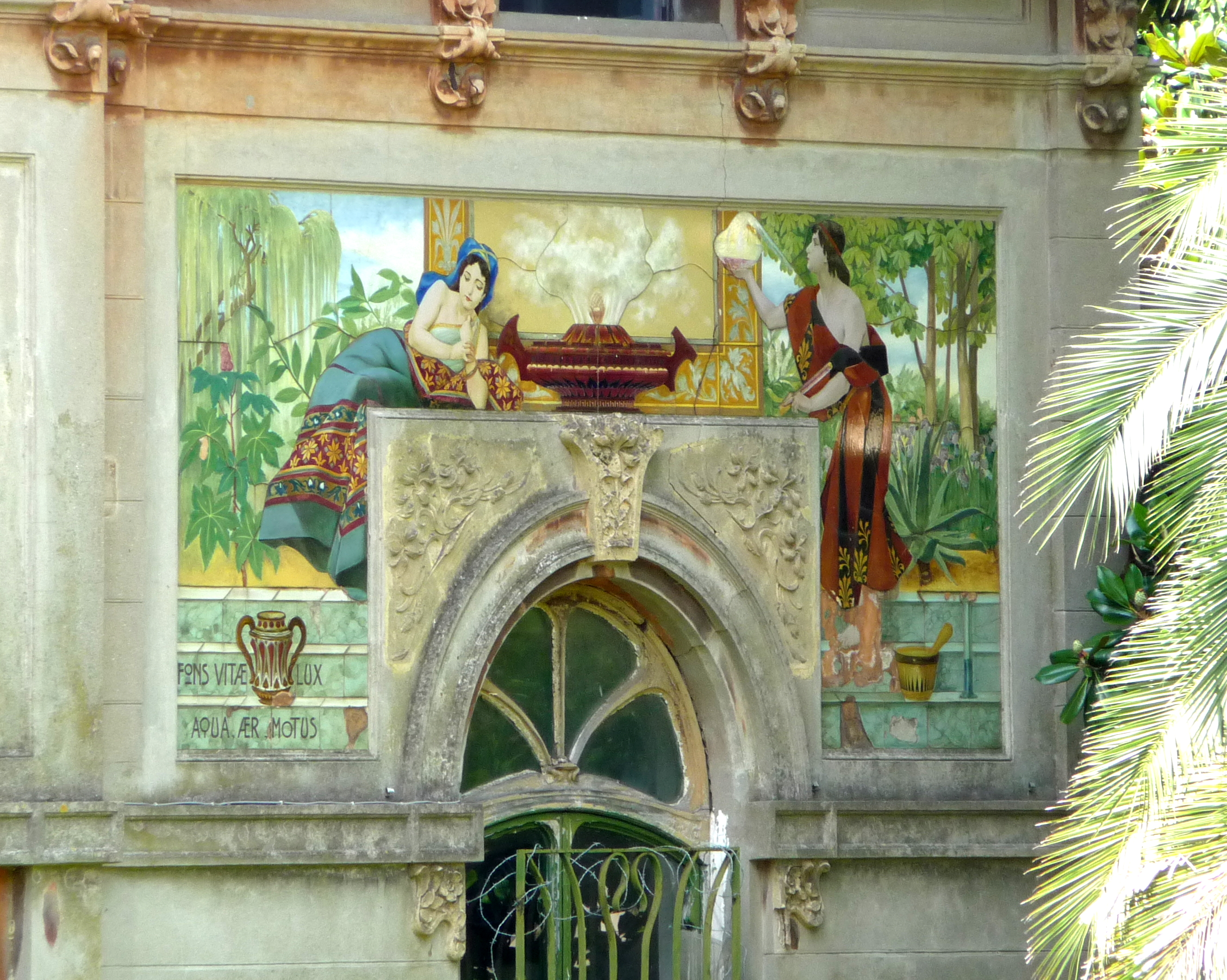
Le maioliche di Ernesto Bellandi nel padiglione che ospitava i laboratori medici
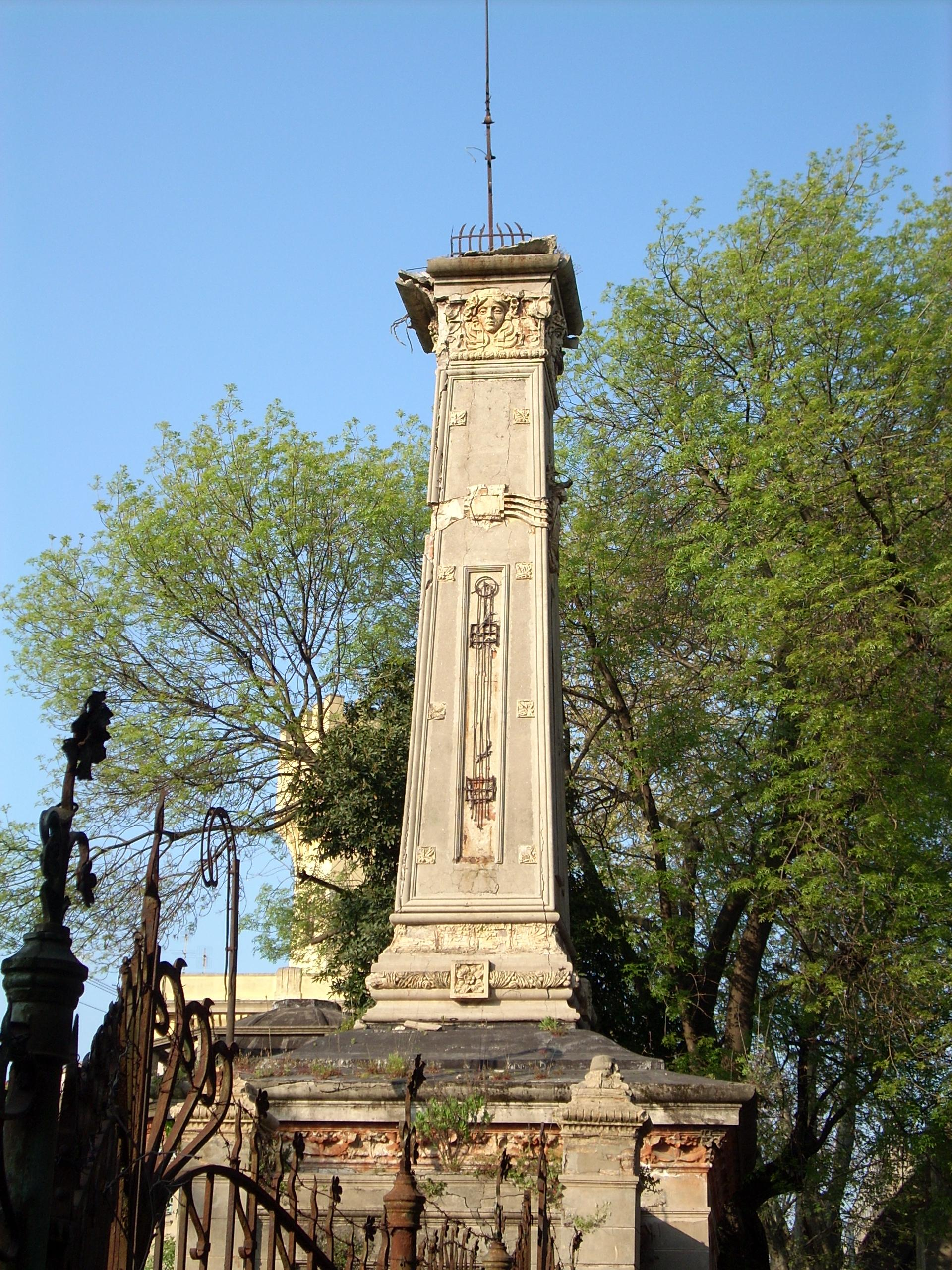
La biglietteria sovrastata da un obelisco
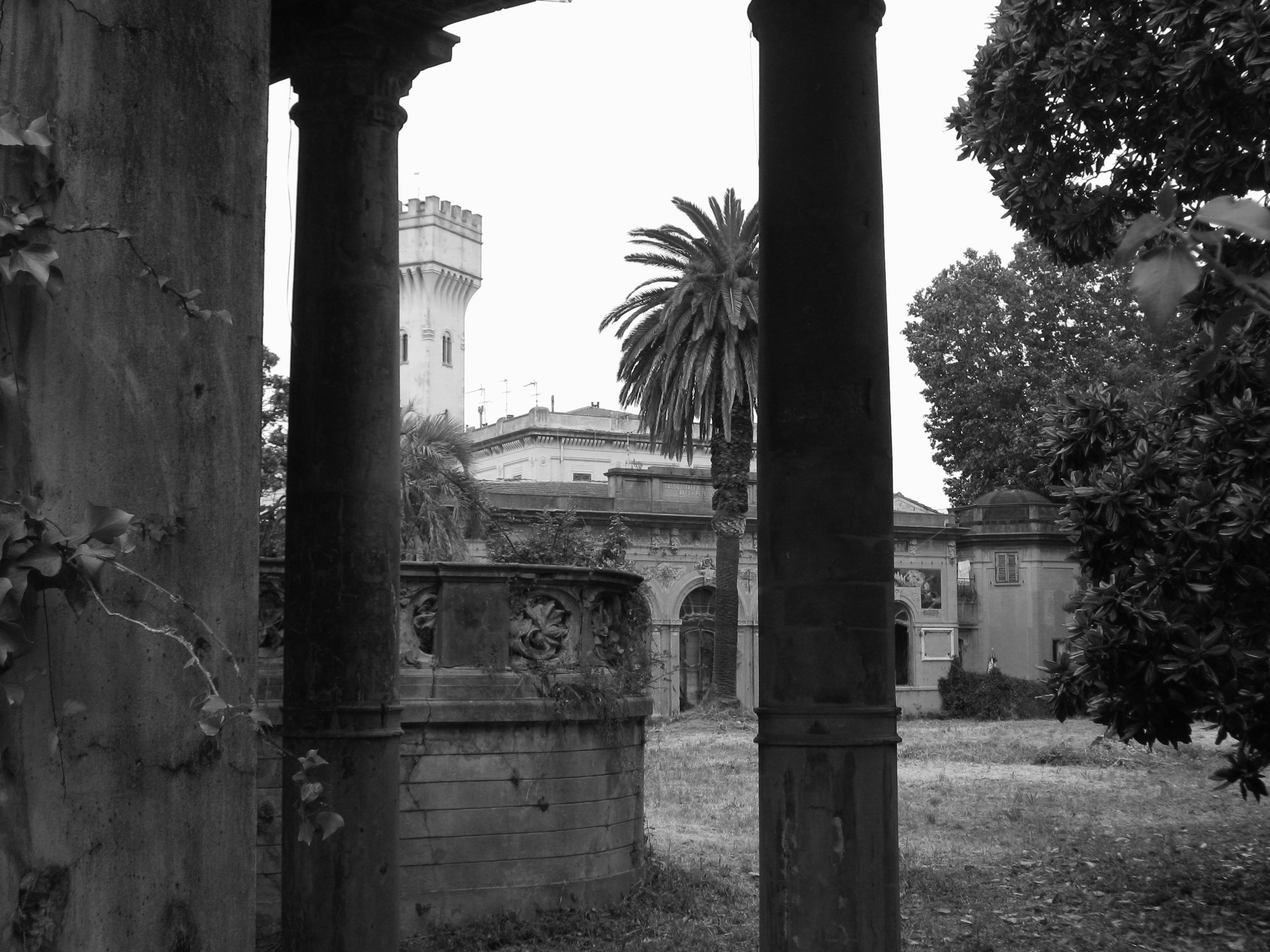
Veduta della corte centrale dello stabilimento